# Sulcophanaeus actaeon
Sulcophanaeus actaeon är en skalbaggsart som beskrevs av Wilhelm Ferdinand Erichson 1847. Sulcophanaeus actaeon ingår i släktet Sulcophanaeus och familjen bladhorningar. Inga underarter finns listade i Catalogue of Life.